# Aspidontus
Aspidontus es un género de peces de la familia Blenniidae en el orden de los Perciformes.

## Especies
Existen las siguientes especies en este género:
- Aspidontus dussumieri (Valenciennes, 1836)
- Aspidontus taeniatus (Quoy & Gaimard, 1834)
- Aspidontus tractus (Fowler, 1903)